# Saint-Rémy-au-Bois
Saint-Rémy-au-Bois är en kommun i departementet Pas-de-Calais i regionen Hauts-de-France i norra Frankrike. Kommunen ligger i kantonen Campagne-lès-Hesdin som tillhör arrondissementet Montreuil. År 2022 hade Saint-Rémy-au-Bois 106 invånare.

## Befolkningsutveckling
Antalet invånare i kommunen Saint-Rémy-au-Bois
| Referens: INSEE |